# تسل
تسل (به لاتین: Texel) یک سکونتگاه مسکونی در هلند با جمعیت ۱۳٬۶۱۷ نفر است که در هلند شمالی واقع شده‌است.

## نگارخانه

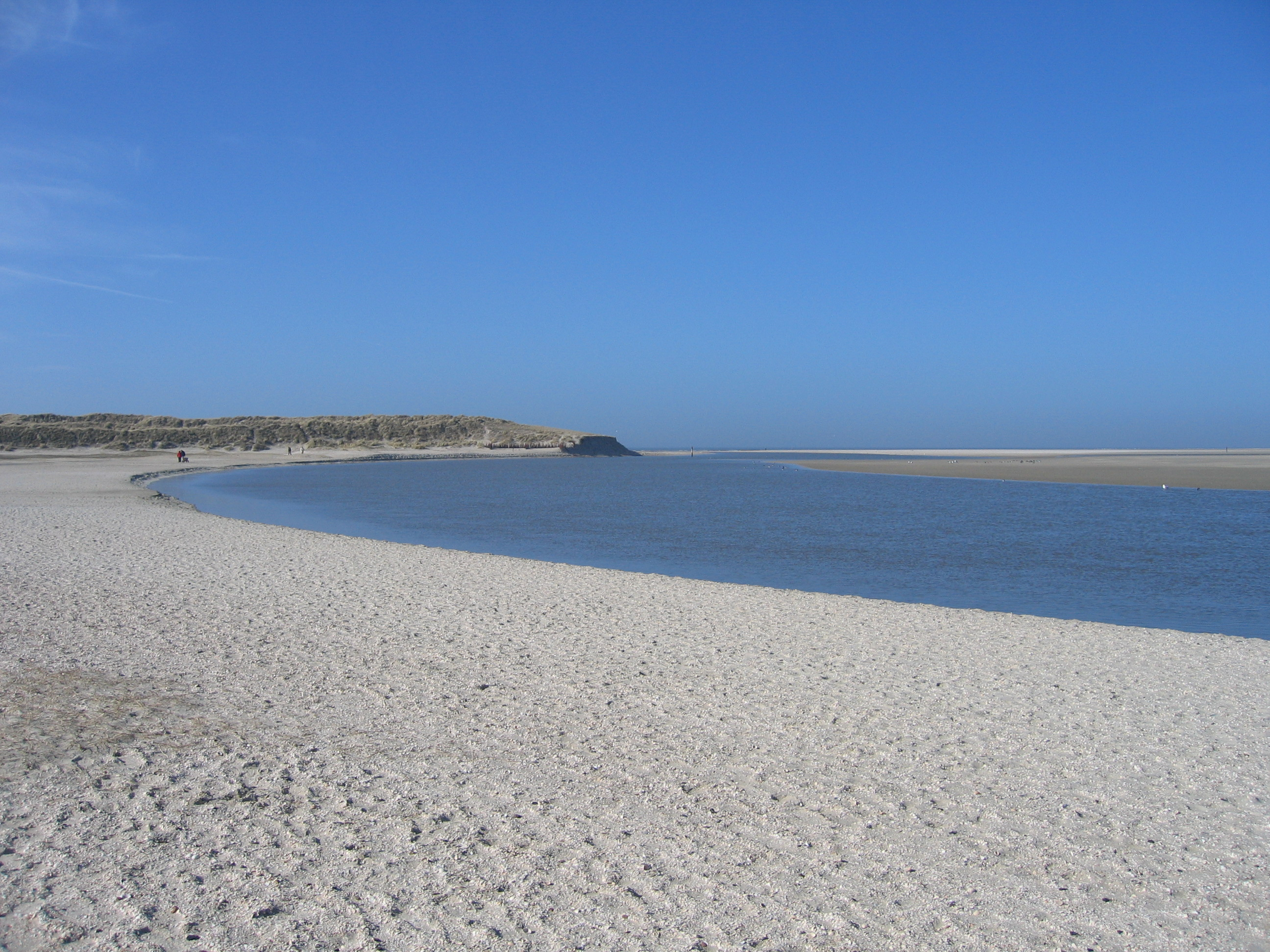
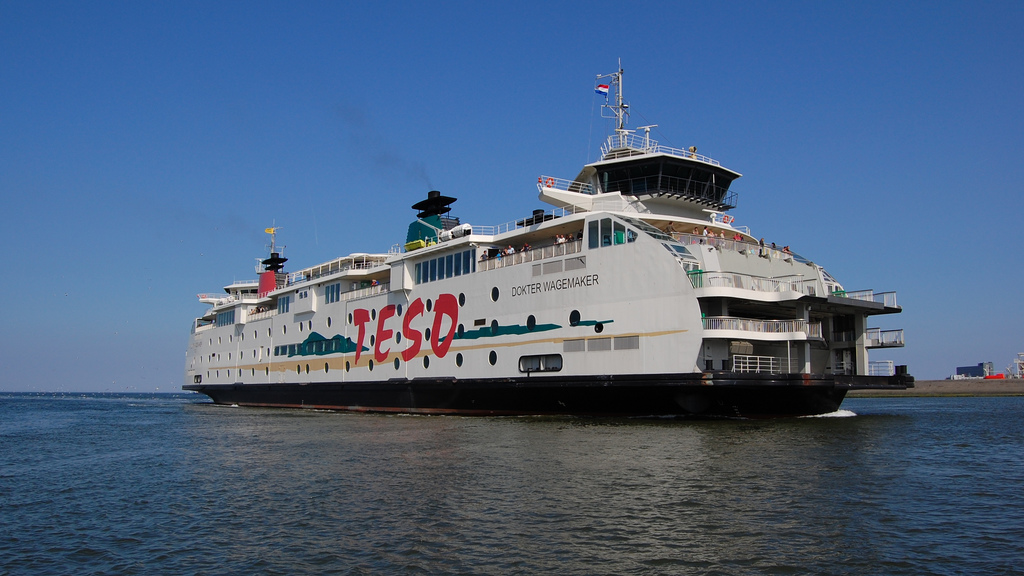
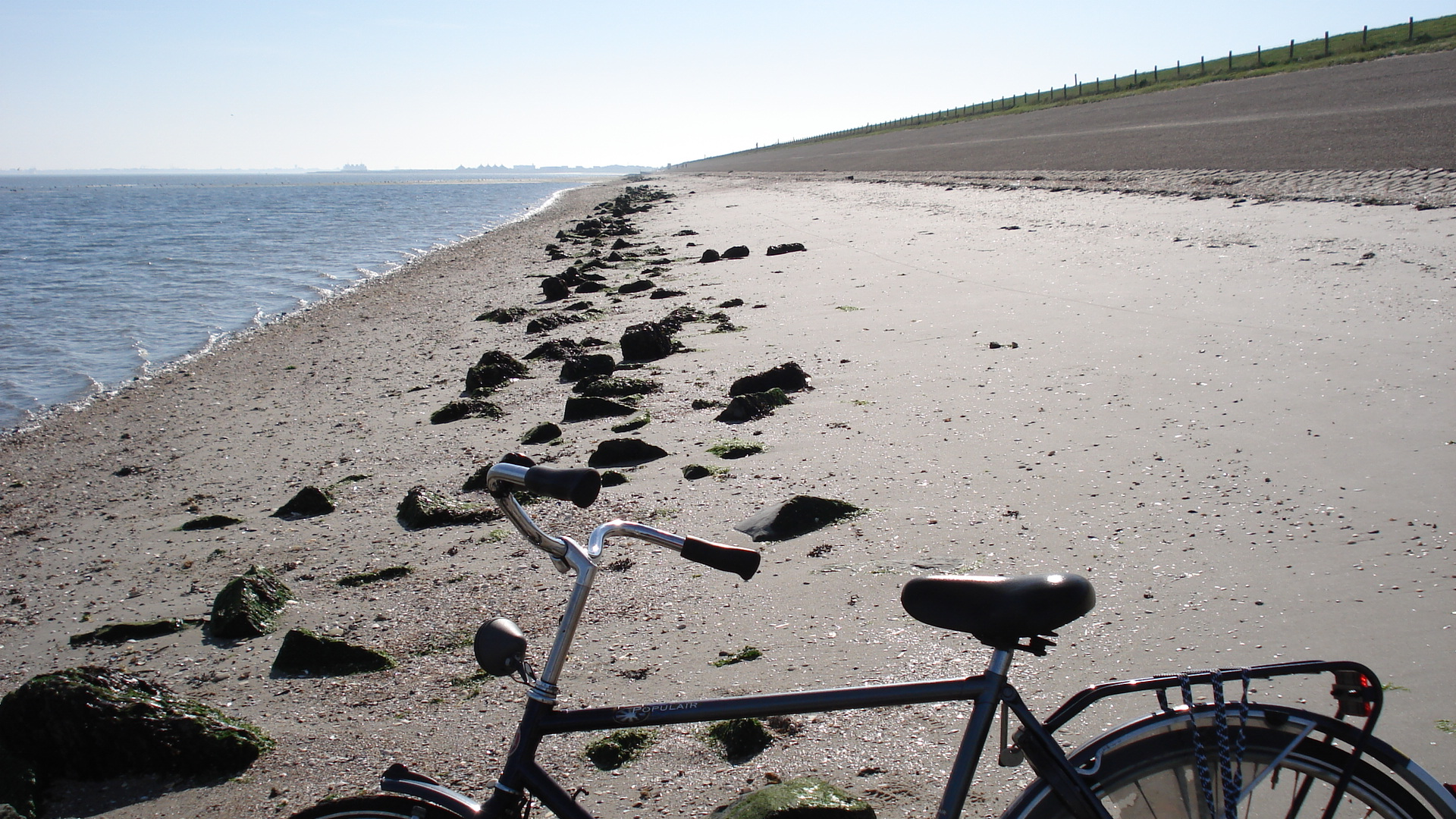
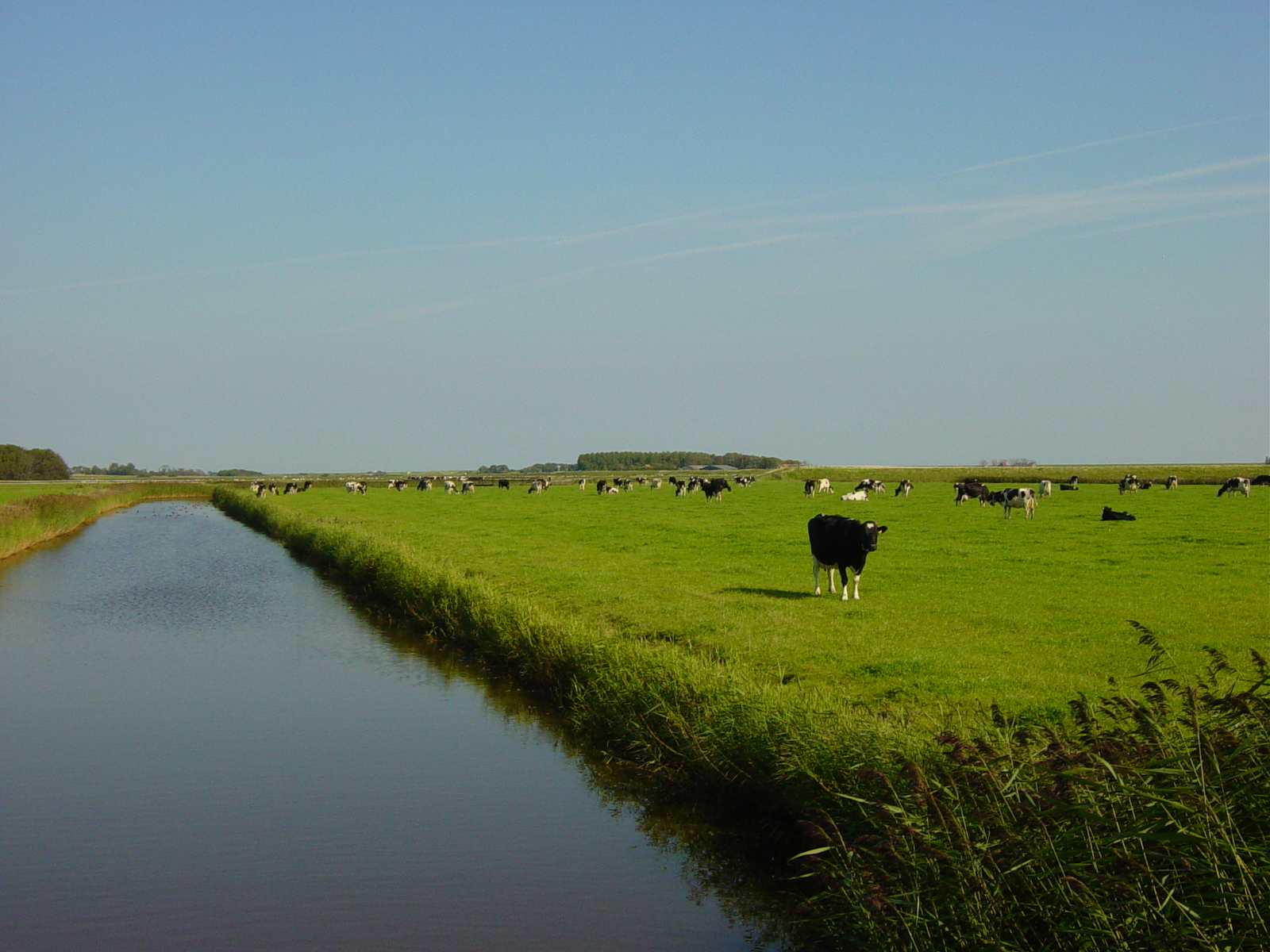
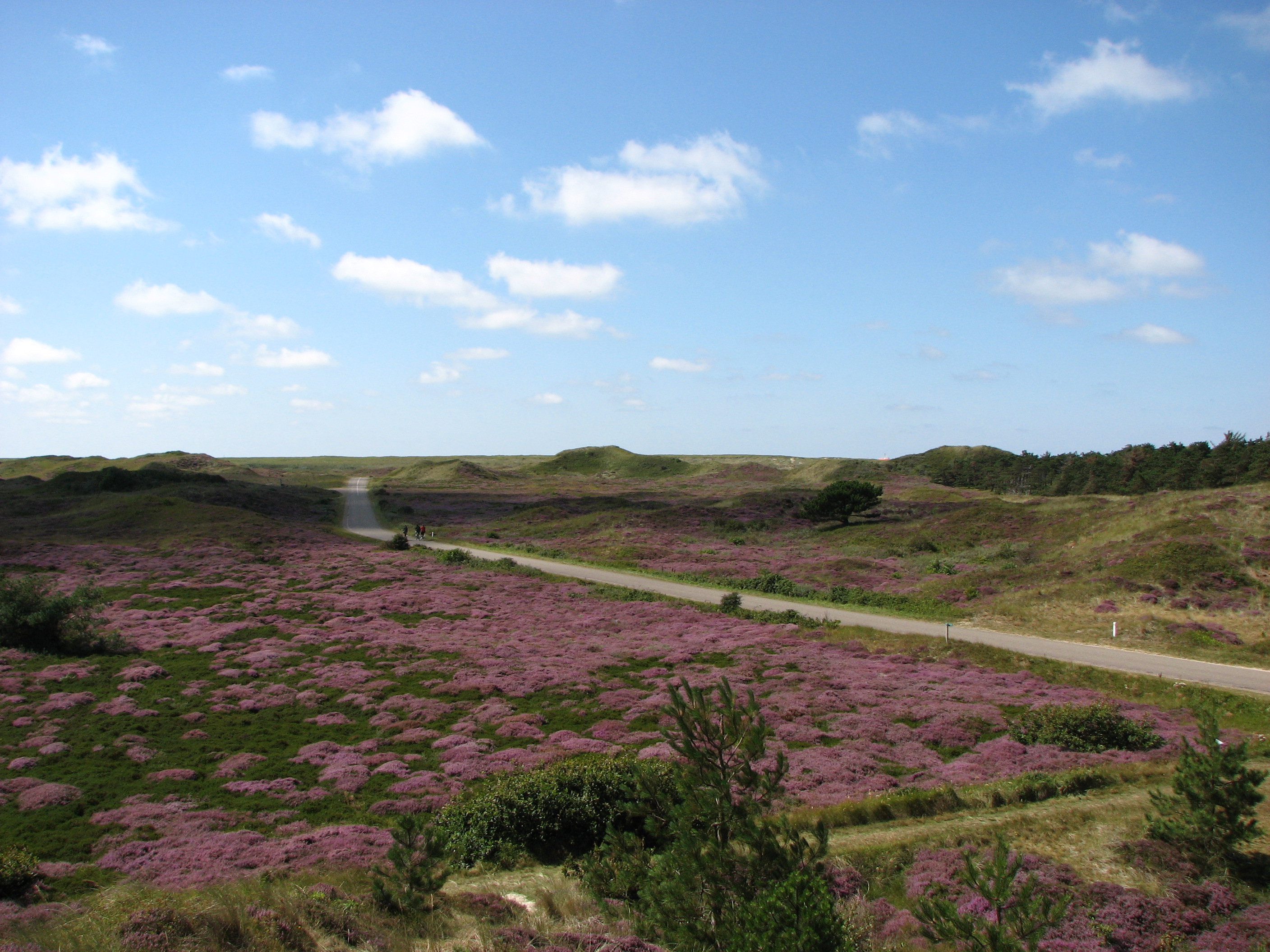
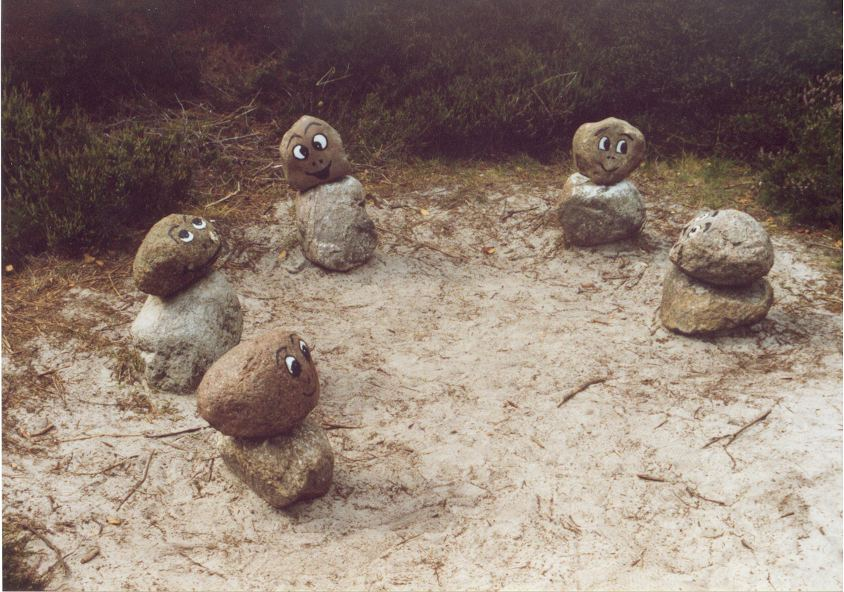
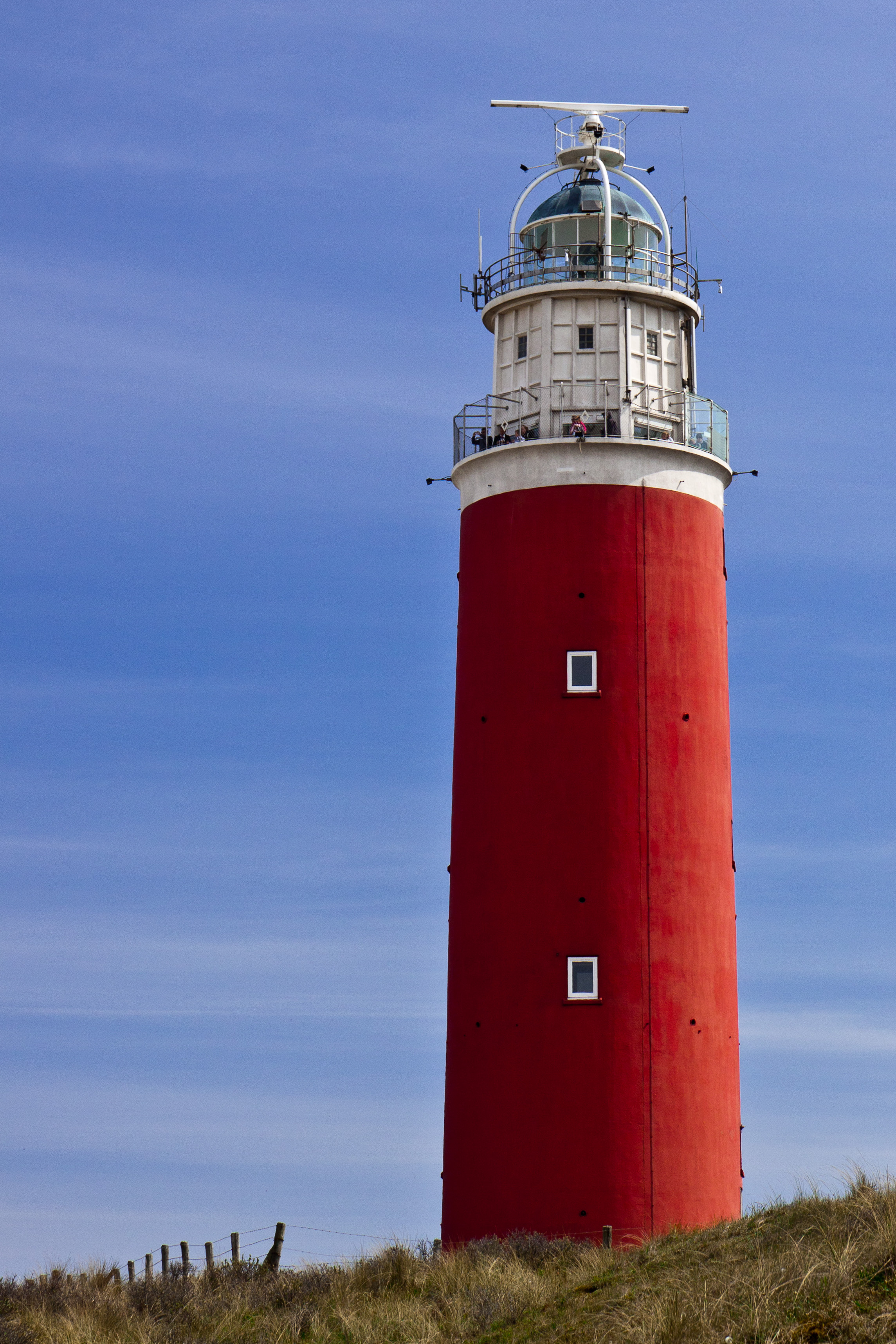
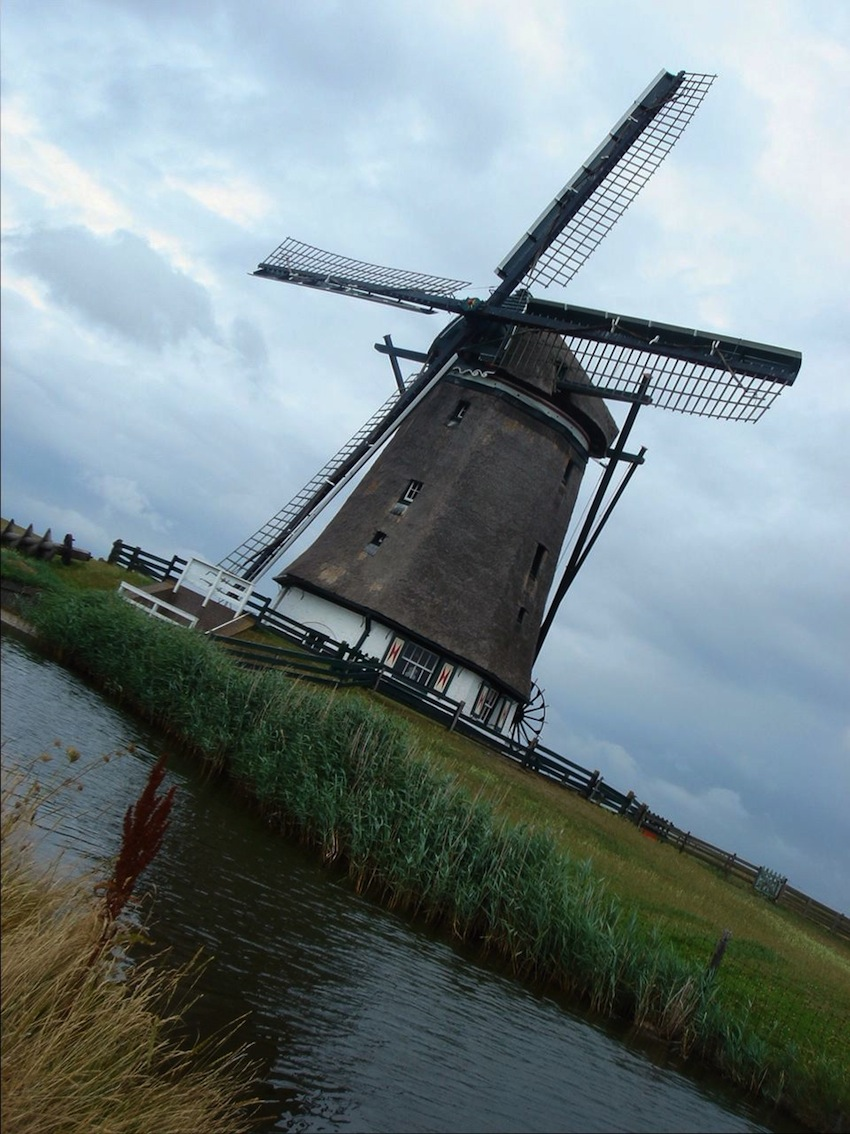
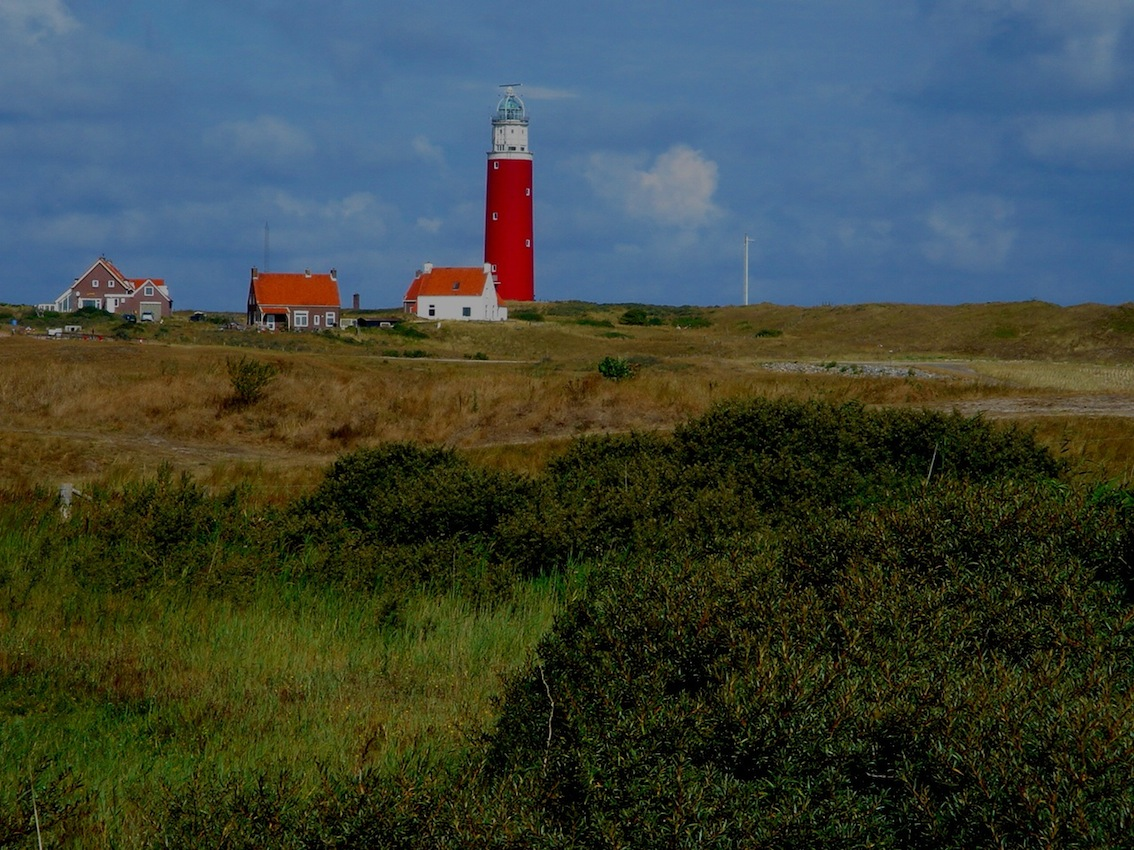